# Erhan Küçük
Erhan Küçük (* 26. Februar 1981 in Istanbul) ist ein türkischer Fußballspieler, der für Osmaniyespor spielt.

## Karriere

### Verein
Küçük begann mit dem Vereinsfußball in der Jugend von Galatasaray Istanbul. Von hier aus wechselte er 1999 als Amateurspieler zum Istanbuler Drittligisten Güngören Belediyespor. Bei diesem Verein verweilte er zwei Jahre und absolvierte hier fünf Ligaspiele. 2002 wechselte er dann zum Amateurklub Şehremini SK. Nachdem einem Jahr bei Şehremini unterschrieb er beim Viertligisten Mezitlispor einen Profivertrag. 
Im Sommer 2004 heuerte er beim Viertligisten Mustafakemalpaşaspor an und eine halbe Saison danach beim Ligakonkurrenten Kasımpaşa Istanbul. Bei diesem Klub avancierte er schnell zum Leistungsträger. Zum Saisonende 2004/05 erreichte er mit seinem Team die Meisterschaft der TFF 3. Lig und damit den Aufstieg in die TFF 2. Lig. In der darauffolgenden Saison wurde er erneut mit seinem Verein Meister, diesmal der Drittligasaison 2005/06. Küçük steuerte zu diesem Erfolg 16 Tore bei. In die TFF 1. Lig aufgestiege, behielt Küçük seinen Stammplatz. Er erzielte bis zum Saisonende 17 Tore und war damit der erfolgreichste Torjäger seines Teams. Mit Kasımpaşa wurde er Playoffsieger dieser Saison und sorgte dafür, dass der Verein nach 43 Jahren wieder an den nächsten türkischen Spielklasse, der Süper Lig teilnahm. In die Süper Lig aufgestiegen, gelang es Küçük seinen Stammplatz zu verteidigen. Er absolvierte bis zum Saisonende 28 Ligaspiele und wurde türkischer A2-Nationalspieler. Nachdem sein Verein zum Saisonende den Klassenerhalt verpasst hatte, ging er mit diesem in die 2. Liga. In der 2. Liga half er beim erneuten Playoffsieg seines Vereins und damit beim direkten Wiederaufstieg. Nach dem zweiten Aufstieg in die Süper Lig blieb er noch bis zur Winterpause im Kader und wechselte zum Frühjahr 2010 zum Zweitligisten Çaykur Rizespor.
Nachdem lediglich ein Jahr für Rizespor gespielt hatte, war er der Reihe nach für die Vereine Giresunspor, Kızılcahamamspor und Balıkesirspor.
In der Wintertransferperiode 2012/13 wechselte Küçük innerhalb der TFF 2. Lig zu Eyüpspor.

### Nationalmannschaft
Küçük spielte 2008 einmal für die zweite Auswahl der Türkischen Nationalmannschaft, für die Türkische A2.

## Erfolge
Mit Kasımpaşa Istanbul
- Meister der TFF 3. Lig und Aufstieg in die TFF 2. Lig: 2004/05
- Meister der TFF 2. Lig und Aufstieg in die TFF 1. Lig: 2005/06
- Playoffsieger der TFF 1. Lig und Aufstieg in die Süper Lig: 2006/07 und 2008/09